# 拉斯克基礎醫學研究獎
阿尔伯特·拉斯克基礎醫學研究獎（英語：Albert Lasker Award for Basic Medical Research）是拉斯克獎其中一個獎項，拉斯克基金會每年頒發一次，旨在表彰醫學領域作出突出貢獻的學者。拉斯克獎素有「美國的諾貝爾獎」之美譽，是美國最具聲望的生物醫學獎項，也是醫學界最高榮譽之一，許多得主都曾獲得過諾貝爾生理學或醫學獎。

## 歷屆得主

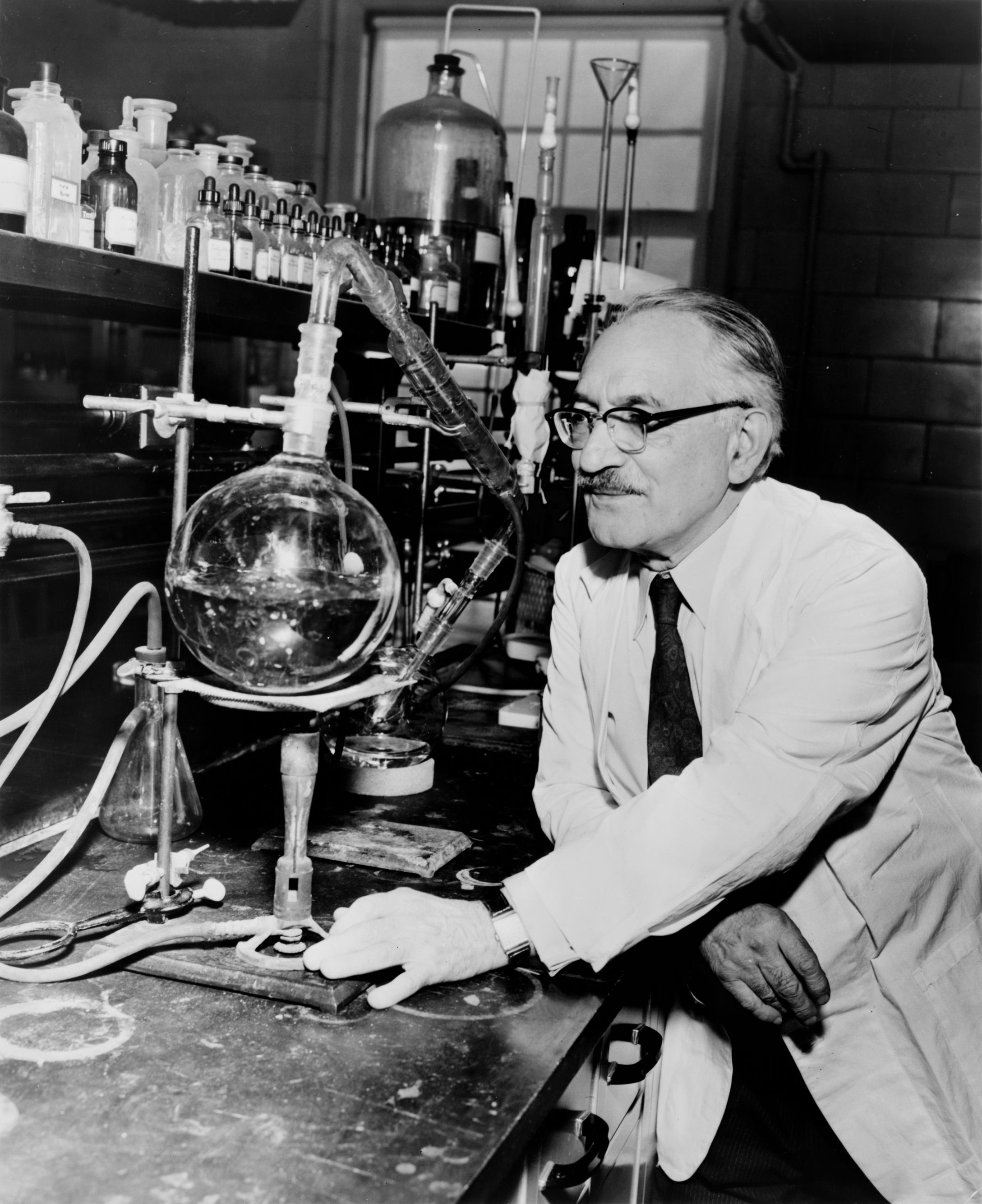
賽爾曼·A·瓦克斯曼

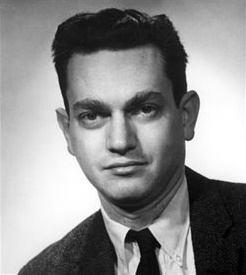
馬歇爾·沃倫·尼倫伯格

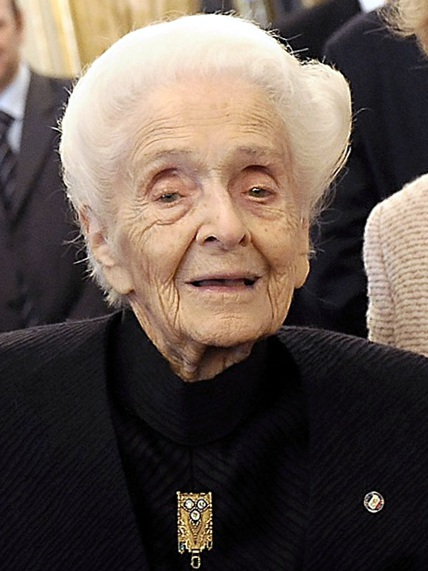
麗塔·列維-蒙塔爾奇尼

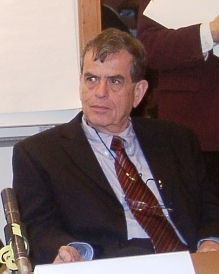
阿龍·切哈諾沃

| 年度   | 得主 |
| ------ | --- |
| 1946年 | 卡尔·斐迪南·科里 |
| 1947年 | 奥斯瓦尔德·埃弗里 小托马斯·弗朗西斯 荷馬·史密斯（Homer Smith） |
| 1948年 | 文森特·迪维尼奥 赛尔曼·A·瓦克斯曼 勒內·杜博斯 |
| 1949年 | 安德烈·弗雷德里克·考南德 威廉·S·蒂利特 L. Royal Christensen |
| 1950年 | 喬治·韋爾斯·比德爾 |
| 1951年 | 卡爾·梅耶（Karl Meyer） |
| 1952年 | 弗兰克·麦克法兰·伯内特 |
| 1953年 | 汉斯·阿道夫·克雷布斯 邁克爾·海德堡（Michael Heidelberger） 乔治·韦尔斯·比德尔                                                                                       |
| 1954年 | 艾德溫·B.阿斯特伍德（Edwin B. Astwood） 约翰·富兰克林·恩德斯 圣捷尔吉·阿尔伯特                                                                                      |
| 1955年 | 卡爾·保羅·林克（Karl Paul Link） 卡爾·J·威格斯（Carl J. Wiggers）                                                                                                   |
| 1956年 | 卡爾·佛德里克·梅耶（Karl F. Meyer） 弗朗西斯·O·施密特（Francis O. Schmitt）                                                                                         |
| 1957年 | 艾薩克·斯塔爾（Isaac Starr） |
| 1958年 | 裴頓·勞斯 西奧多·帕克（Theodore Puck） 阿弗雷德·赫希 格爾哈德·舒拉姆（Gerhard Schramm） 海因茨·弗倫克爾·康拉特（Heinz Fraenkel-Conrat） 歐文·佩吉（Irvine H. Page） |
| 1959年 | 阿爾伯特·科斯（Albert Coons） 茱莉絲·佛瑞德（Jules Freund） |
| 1960年 | 莫里斯·威爾金斯 佛朗西斯·克里克 詹姆斯·沃森 詹姆斯·V·尼爾（James V. Neel） 萊昂內爾·彭羅斯 恩斯特·魯斯卡 詹姆斯·希利爾（James Hillier）                             |
| 1962年 | 李卓皓 |
| 1963年 | 勒曼·卡瑞格（Lyman C. Craig） |
| 1964年 | 罗纳托·杜尔贝科 哈利·魯賓（Harry Rubin） |
| 1965年 | 羅伯特·W·霍利 |
| 1966年 | 喬治·埃米爾·帕拉德 |
| 1967年 | 伯納德·布羅迪 |
| 1968年 | 馬歇爾·沃倫·尼倫伯格 哈爾·葛賓·科拉納 威廉斯·溫德（William F. Windle）                                                                                              |
| 1969年 | 羅伯特·布魯斯·梅里菲爾德 |
| 1970年 | 厄爾·威爾伯·薩瑟蘭 |
| 1971年 | 西摩·本泽 西德尼·布倫納 查爾斯·楊諾夫斯基（Charles Yanofsky） |
| 1972年 | |
| 1973年 | |
| 1974年 | 盧德維克·格羅斯（Ludwik Gross） 哈沃德·史奇普（Howard E. Skipper） 索爾·施皮格爾曼（Sol Spiegelman） 霍华德·马丁·特明                                               |
| 1975年 | 羅歇·吉耶曼, 安德魯·沙利 弗蘭克·J·狄克遜（Frank J. Dixon） 亨利·庫凱爾（Henry G. Kunkel）                                                                           |
| 1976年 | 罗莎琳·萨斯曼·耶洛 |
| 1977年 | 蘇恩·伯格斯特龍 本特·薩穆埃爾松 約翰·范恩 |
| 1978年 | 漢斯·科斯特利茨（Hans W. Kosterlitz） 約翰·休格斯（John Hughes） 所罗门·斯奈德                                                                                      |
| 1979年 | 沃特·吉爾伯特 弗雷德里克·桑格 羅傑·斯佩里 |
| 1980年 | 保羅·伯格 赫伯特·博耶 斯坦利·诺曼·科恩 A. Dale Kaiser |
| 1981年 | 芭芭拉·麥克林托克 |
| 1982年 | 米高·畢曉普 雷蒙德·艾瑞森（Raymond L. Erikson） 花房秀三郎 哈羅德·瓦慕斯 羅伯特·加洛                                                                                |
| 1983年 | 埃里克·坎德爾 弗農·蒙卡斯爾（Vernon Mountcastle） |
| 1984年 | 麥克·波特（Michael Potter） 喬治斯·克勒 色薩·米爾斯坦 |
| 1985年 | 麥可·斯圖亞特·布朗 約瑟夫·里歐納德·戈爾茨坦 |
| 1986年 | 麗塔·列維-蒙塔爾奇尼 斯坦利·科恩 |
| 1987年 | 勒罗伊·胡德 菲利普·莱德尔 利根川進 |
| 1988年 | 托馬斯·切赫 菲利普·夏普 |
| 1989年 | 迈克尔·贝里奇 艾爾佛列·古曼·吉爾曼 埃德溫·克雷布斯 西塚泰美 |
| 1991年 | 愛德華·路易斯 克里斯汀·紐斯林-沃爾哈德 |
| 1993年 | 古特·布洛伯爾 |
| 1994年 | 史坦利·布魯希納 |
| 1995年 | 彼得·杜赫提 杰克·施特罗明格（Jack L. Strominger） 埃米爾·R.烏納努埃（Emil R. Unanue） 唐·克雷格·威利（Don C. Wiley） 羅夫·辛克納吉                                  |
| 1996年 | 羅伯·佛契哥特 費瑞·慕拉德 |
| 1997年 | 马克·普塔什尼 |
| 1998年 | 利蘭·哈特韋爾 增井禎夫 保羅·納斯 |
| 1999年 | 克萊·阿姆斯特朗（Clay Armstrong） 伯蒂尔·希勒 羅德里克·麥金農 |
| 2000年 | 阿龍·切哈諾沃 阿夫拉姆·赫什科 亚历山大·瓦尔沙夫斯基 |
| 2001年 | 馬里奧·卡佩奇 馬丁·埃文斯 奧利弗·史密斯 |
| 2002年 | 詹姆斯·羅斯曼 蘭迪·謝克曼 |
| 2003年 | 羅伯特·羅德 |
| 2004年 | 皮埃尔·尚邦 羅納德·M·埃文斯 埃尔伍德·詹森 |
| 2005年 | 欧内斯特·麦卡洛克 詹姆斯·蒂尔 |
| 2006年 | 伊莉莎白·布雷克本 卡蘿·格萊德 傑克·索斯塔克 |
| 2007年 | 瑞夫·史坦曼 |
| 2008年 | 维克托·安布羅斯 戴维·鲍尔库姆 加里·鲁夫昆 |
| 2009年 | 約翰·格登 山中伸彌 |
| 2010年 | 道格拉斯·高爾曼 傑弗理·弗理德曼 |
| 2011年 | 弗朗茲-烏爾里奇·哈特爾 亞瑟·霍里奇 |
| 2012年 | 迈克尔·希茨 詹姆斯·斯普迪赫 罗纳德·韦尔 |
| 2013年 | 理查德·舍勒 托马斯·聚德霍夫 |
| 2014年 | 森和俊 彼得·瓦爾特 |
| 2015年 | 斯蒂芬·埃利奇 伊芙琳·M·威特金（Evelyn M. Witkin） |
| 2016年 | 威廉·凯林 彼得·拉特克利夫 格雷格·塞门扎 |
| 2017年 | 迈克尔·N·霍尔 |
| 2018年 | 查尔斯·戴维·阿利斯 迈克尔·格伦斯坦 |
| 2019年 | 马克斯·戴尔·库珀 雅克·米勒 |
| 2021年 | 卡尔·代塞尔罗思 彼得·黑格曼 迪特尔·厄斯特黑尔特 |
| 2022年 | 理查·海因斯 埃尔基·罗斯拉赫蒂 蒂莫西·A·施普林格 |
| 2023年 | 杰米斯·哈萨比斯 约翰·江珀 |
| 2024年 | 陈志坚 |

## 外部連結
- 拉斯克基金会 （页面存档备份，存于）